# Marcelite J. Harris

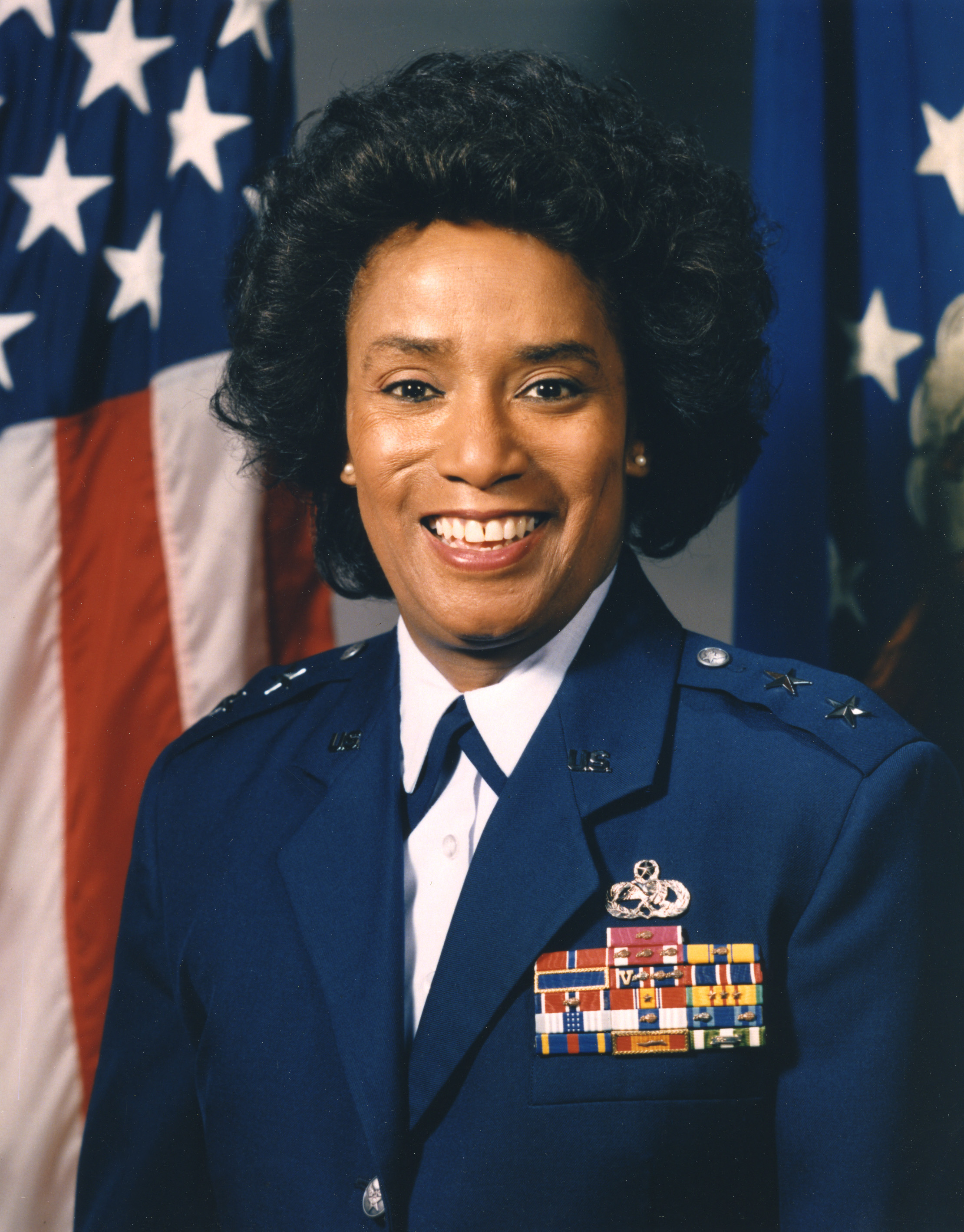
Marcelite J. Harris

Marcelite Jordan Harris (* 16. Januar 1943 in Houston, Texas; † 7. September 2018) war eine US-amerikanische Offizierin (Generalmajor). Sie war die erste Afroamerikanerin, die in der United States Air Force den Generalsrang erreichte.

## Leben
Harris studierte am Atlanta University Center (Bachelor of Arts, 1964) und später Business Administration an der University of Maryland University College (Bachelor of Science, 1988). Sie wurde Mitglied der Delta Sigma Theta. Ab 1965 war sie Offizieranwärterin auf der Lackland Air Force Base und nahm u. a. am Vietnamkrieg teil. 1997 ging sie als ranghöchste weibliche Offizierin der United States Air Force in den Ruhestand. Bei ihrer Pension war sie gleichzeitig die ranghöchste afroamerikanische weibliche Offizierin der Streitkräfte der Vereinigten Staaten. Danach war sie Mitglied im Board of Visitors der United States Air Force Academy. Sie war verheiratet und hatte drei Kinder.

## Auszeichnungen
Auswahl der Dekorationen, sortiert in Anlehnung der Order of Precedence of Military Awards:
- Legion of Merit mit Eichenlaub
- Bronze Star
- Meritorious Service Medal mit dreifachen Eichenlaub
- Air Force Commendation Medal mit Eichenlaub
- National Defense Service Medal (2 ×)
- Vietnam Service Medal